# Sindicato Irlandés de Trabajadores del Transporte y Generales
El Sindicato Irlandés de Trabajadores del Transporte y Generales (en inglés: Irish Transport and General Workers Union, ITGWU, en irlandés: Ceardchumann Iompair agus Ilsaothair na hÉireann) era un sindicato que representaba a los trabajadores, inicialmente principalmente obreros, en Irlanda.

## Historia
El sindicato fue fundado por James Larkin en enero de 1909 como sindicato general.   Inicialmente sus miembros provenían de secciones del Sindicato Nacional de Trabajadores del Muelle, con sede en Liverpool, del que Larkin había sido expulsado, y creció hasta incluir a trabajadores de una variedad de industrias. El logotipo de ITGWU era la Mano Roja del Úlster, sinónimo del antiguo Úlster gaélico.
El ITGWU estuvo en el centro del cierre patronal de Dublín de 1913, de inspiración sindicalista, cuyos acontecimientos dejaron una impresión duradera en el sindicato y, por ende, en el movimiento obrero irlandés.
Tras la partida de Larkin a Estados Unidos en 1914 tras el cierre patronal, James Connolly dirigió el ITGWU hasta su ejecución en 1916 tras el Alzamiento de Pascua. A su vez, William O'Brien se convirtió en la figura principal del sindicato y llegó a ocupar el cargo de secretario general durante muchos años. Durante la Primera Guerra Mundial, el ITGWU se opuso sistemáticamente a la beligerancia irlandesa y apoyó firmemente la causa nacionalista avanzada. De hecho, los miembros del ITGWU, con el uniforme del Ejército Ciudadano Irlandés, desempeñaron un papel destacado en el Alzamiento de Pascua, mientras que el Sindicato de Transporte lideró una huelga nacional que frustró un intento de introducir el servicio militar obligatorio en Irlanda en 1918.
En 1923, Larkin formó un nuevo sindicato, el Sindicato de Trabajadores de Irlanda (WUI), al que se afiliaron muchos de los miembros del ITGWU en Dublín.  Sin embargo, el ITGWU siguió siendo la fuerza dominante en el sindicalismo irlandés, especialmente fuera de la capital. William O'Brien y James Larkin siguieron siendo enemigos personales acérrimos, y cuando Larkin y sus partidarios fueron readmitidos en el Partido Laborista a principios de la década de 1940, O'Brien diseñó una división en el partido, y el nuevo Partido Laborista Nacional afirmó que el partido principal había sido infiltrado por comunistas. Se produjo otra división en el Congreso de Sindicatos Irlandeses cuando ese organismo aceptó la membresía de la WUI en 1945. El ITGWU abandonó el Congreso y estableció el rival Congreso de Sindicatos Irlandeses.
A partir de la década de 1950 surgieron propuestas para fusionar los dos sindicatos. Finalmente, en 1990, el ITGWU se fusionó con el Sindicato de Trabajadores de Irlanda para formar el SIPTU (Sindicato de Servicios, Industrial, Profesional y Técnico). 
El ITGWU no debe confundirse con el Transport and General Workers Union, con sede en Gran Bretaña, que se organizó en Irlanda bajo el nombre de Amalgamated Transport and General Workers Union (ATGWU) y ahora es Unite the Union.

## Fusiones
El sindicato absorbió a numerosos sindicatos más pequeños: 
1914: Asociación de Factores de Carbón de Dublín
1915: Sindicato de trabajadores de la cervecería de Kilkenny
1917: Sociedad Irlandesa de Fabricantes de Botellas de Vidrio, Sindicato de Trabajadores de Rathmines y Distrito
1918: Unión de Canteros de Irlanda (separación en 1925)
1919: Asociación de Trabajadores de la Cervecería (Cork), Planificadores de Alfombras de la Ciudad de Dublín, Sociedad Comercial de Talabarteros y Fabricantes de Arneses de Dublín, Asociación Irlandesa de Tierras y Trabajo, Sindicato Nacional Irlandés de Trabajadores Agrícolas y Generales, Sindicato de Comercio y Trabajo de Mullingar, Sindicato de Trabajadores del Gobierno de Queenstown y Distrito
1920: Sindicato Unido de Trabajadores de la Construcción y Trabajadores Generales de Dublín
1921: Sociedad Amalgamada de Carniceros de Cerdo (Limerick y Waterford)
1922: Sindicato Laboral de Meath
1923: Sociedad Irlandesa de Conductores de Automóviles
1925: Sindicato de trabajadores de hospitales psiquiátricos irlandeses
1938: Asociación de Factores de Carbón de Dublín, Asociación de Inspectores de Tranvías y Ómnibus Unidos de Dublín
1941: Sindicato de empleados de la Corporación de Limerick
1943: Sociedad Protectora y de Beneficios de los Trabajadores de Tipperary
1950: Cumann Teicneori Innealoireachta
1953: Sindicato de Trabajadores de la Confección (Derry)
1976: Sindicato Nacional de Oro, Plata y Oficios Afines (secciones irlandesas)
1977: Sindicato Irlandés de Trabajadores del Calzado y el Cuero
1979: Asociación Irlandesa de Actores
1981: Asociación Irlandesa de Asistentes de Apuestas de Hipódromos
1982: Federación Irlandesa de Músicos y Profesionales Asociados (posteriormente se separó)

## Líderes

### Secretarios Generales
1909: James Larkin
1924: William O'Brien
1946: Tom Kennedy
1948: Frank Purcell
1959: Fintan Kennedy
1969: Michael Mullen
1983: Christy Kirwan

### Presidentes generales
1909: Thomas Foran
1939: Tom Kennedy
1946: William McMullen
1953: John Conroy
1969: Fintan Kennedy
1981: John Carroll

### Vicepresidentes
1924: Tom Kennedy
1940: William McMullen
1947: John Conroy
1953: Edward Browne
1969: John Carroll
1981: Tom O'Brien
1982: Christy Kirwan
1983: Edmund Browne